# Иоанн Верхотурский
Иоанн Верхотурский (ум. 16 [27] апреля 1701, Верхотурье, Тобольский разряд) — юродивый, святой Русской православной церкви. 
Память совершается:
- 16 (29) апреля — местное празднование
- 10 (23) июня в день Собора Сибирских святых
- 29 января (11 февраля) в день Собора Екатеринбургских святых

## Биография
Сведения о юродивом Иоанне крайне скудны. Агиолог Сергий (Спасский) в 1876 году при упоминании о блаженном Иоанне помимо рукописи одного из «Иконописных подлинников» XVIII в. из библиотеки Киево-Софийского собора ссылался на её публикацию (Филимонов Г.Д. Иконописный подлинник XVIII века. М., 1874) и называл его Верхотурским и Сибирским чудотворцем и относил время его жизни к XVII веку. По этой причине Иоанна считают современником другого верхотурского юродивого – Космы. В приложении к указанной публикации Г.Д. Филимонов дает как алфавитный список имен святых, упомянутых в «Иконописном подлиннике» (с датами их памяти), так и именную роспись по каждому месяцу, но в обоих списках Иоанн Верхотурский не упомянут.
В Синодике 1670 года Верхотурского Свято-Троицкого собора в родовых помянниках верхотурцев однажды он упоминается: «Род Петра Барабанщикова: Прокопия; Ивана блаженного; воина Василия; Агафии» (ГУТО ГАТ. Собр. рукописных книг. № 82. Л. 98). Фамилия Барабанщиковых среди коренных верхотурских фамилий в XVII в. не встречается. В верхотурской окладной хлебной книге 1707 г. («к 1708-му году») значится некий Леонтий Барабанщиков – «дьячек и пономарь» в «заретцкой церкви Пречистыя Богородицы Одегитрея» с хлебным окладом в «четь с осминою и пол-2 четверика ржи, четь с четвериком овса» (РГАДА. Ф. 214. Оп. 1. Кн. 1469. Л. 152). Однако в денежной окладной книге за указанный год тот же дьячек Одигитриевской церкви Леонтий, отмеченный с годовым окладом в 3 рубля, записан под другой фамилией – Голышев (РГАДА. Ф. 214. Оп. 1. Кн. 1469. Л. 130).
По другой версии под именем Ионна Верхотурского следует понимать монаха Иону, основавшего в 1604 году Верхотурский Николаевский монастырь.
В Служебных минеях указано, что Иоанн умер 16 (27) апреля 1701 года в городе Верхотурье Верхотурского уезда Тобольского разряда, подчинённого Сибирскому приказу, ныне город — административный центр Верхотурского городского округа Свердловской области.

## Канонизация
Иоанн Верхотурский канонизирован в 1984 году как местночтимый святой в составе Собора Сибирских святых. 